# Зуёк Вильсона
Зуёк Вильсона (лат. Anarhynchus wilsonia) — небольшая птица, названная в честь американского орнитолога Александра Вильсона. Окрас взрослых особей в целом выдержан в тёмно-серой гамме, у самцов и самок несколько различается, в том числе, в период размножения. Обитает в Америке, в том числе в США и Мексике. Часть птиц из США, кроме живущих во Флориде, сезонно мигрируют в Южную Америку. Питаются крабами, насекомыми, морскими червями. Длина тела 17—20 см.
Назвал в честь своего друга птицу Джордж Орд в 1814 году. Выделяют 4 подвида.
Существует научная дискуссия о правильном латинском названии этого вида и наличии у него южноамериканских подвидов в Бразилии и Перу. Есть мнение, что первое слово в названии должно быть заменено на crassirostris, а один из подвидов другой птицы, известной как большеклювый зуёк в этом случае переименован.